# Hölder-Ungleichung
In der mathematischen Analysis gehört die Höldersche Ungleichung zusammen mit der Minkowski-Ungleichung und der jensenschen Ungleichung zu den fundamentalen Ungleichungen für Lp-Räume. Sie wurde zuerst von Leonard James Rogers im Jahre 1888 bewiesen, benannt ist sie nach Otto Hölder, der sie ein Jahr später veröffentlichte.

## Aussage

### Höldersche Ungleichung
Gegeben sei ein Maßraum {\displaystyle (X,{\mathcal {A}},\mu )} und  messbare Funktionen
{\displaystyle f,g\colon X\to {\overline {\mathbb {R} }}}
Für {\displaystyle p\in [1,\infty )} und mit der Konvention {\displaystyle \infty ^{p}=\infty ^{\frac {1}{p}}=\infty } definiert man
{\displaystyle H_{p}(f)=\left(\int _{X}|f|^{p}\mathrm {d} \mu \right)^{\tfrac {1}{p}}}
und
{\displaystyle H_{\infty }(f)=\mathrm {ess} \sup _{x\in X}|f(x)|}
das wesentliche Supremum. Die Hölder-Ungleichung lautet dann: für {\displaystyle 1\leq p,q\leq \infty } mit {\displaystyle {\tfrac {1}{p}}+{\tfrac {1}{q}}=1}, wobei {\displaystyle {\tfrac {1}{\infty }}=0} vereinbart ist, gilt
{\displaystyle H_{1}(fg)\leq H_{p}(f)\cdot H_{q}(g)}
Man bezeichnet {\displaystyle q} als den zu {\displaystyle p} konjugierten Hölder-Exponenten. Spezieller wird die Ungleichung auch wie folgt formuliert: Ist {\displaystyle {\mathcal {L}}^{p}(X,{\mathcal {A}},\mu )} der Raum der {\displaystyle p}-fach Lebesgue-integrierbaren Funktionen (siehe Lp-Raum) und ist {\displaystyle \|\cdot \|_{p}} die Lp-Norm, so gilt für {\displaystyle f\in {\mathcal {L}}^{p}(X,{\mathcal {A}},\mu ),g\in {\mathcal {L}}^{q}(X,{\mathcal {A}},\mu )} immer
{\displaystyle \|fg\|_{1}\leq \|f\|_{p}\cdot \|g\|_{q}}.

### Spezialfälle

#### Schwarzsche Ungleichung
Wählt man als Maßraum  {\displaystyle ([a,b],{\mathcal {B}}([a,b]),\lambda )}, also ein reelles Intervall versehen mit dem Lebesgue-Maß und zwei Funktionen {\displaystyle f,g\in {\mathcal {L}}^{2}([a,b],{\mathcal {B}}([a,b]),\lambda )}, so lautet die Hölder-Ungleichung mit {\displaystyle p=q=2}
{\displaystyle \int _{a}^{b}|fg|\mathrm {d} \lambda \leq \left(\int _{a}^{b}|f|^{2}\mathrm {d} \lambda \right)^{\tfrac {1}{2}}\cdot \left(\int _{a}^{b}|g|^{2}\mathrm {d} \lambda \right)^{\tfrac {1}{2}}}
Dies ist genau die Schwarzsche Ungleichung beziehungsweise die Integralformulierung der Cauchy-Schwarzschen Ungleichung.

#### Cauchy-Ungleichung
Wählt man als Maßraum die endliche Menge  {\displaystyle \{1,\ldots ,n\}}, versehen mit der Potenzmenge und ausgestattet mit dem Zählmaß, so erhält man als Spezialfall die Ungleichung
{\displaystyle \sum _{k=1}^{n}|x_{k}y_{k}|\leq \left(\sum _{k=1}^{n}|x_{k}|^{p}\right)^{1/p}\left(\sum _{k=1}^{n}|y_{k}|^{q}\right)^{1/q},}
gültig für alle reellen (oder komplexen) Zahlen {\displaystyle x_{1},\ldots ,x_{n},y_{1},\ldots ,y_{n}}. Für {\displaystyle p=q=2} erhält man die Cauchy-Ungleichung (beziehungsweise die diskrete Formulierung der Cauchy-Schwarzschen Ungleichung)
{\displaystyle |\langle x,y\rangle |\leq \|x\|_{2}\cdot \|y\|_{2}}

#### Höldersche Ungleichung für Reihen
Wählt man als Grundmenge des Maßraumes die natürlichen Zahlen {\displaystyle \mathbb {N} }, wieder versehen mit der Potenzmenge und dem Zählmaß, so erhält man die Höldersche Ungleichung für Reihen
{\displaystyle \sum _{k=1}^{\infty }|a_{k}b_{k}|\leq \left(\sum _{k=1}^{\infty }|a_{k}|^{p}\right)^{1/p}\left(\sum _{k=1}^{\infty }|b_{k}|^{q}\right)^{1/q}}.
für reelle oder komplexe Folgen {\displaystyle (a_{k})_{k\in \mathbb {N} },(b_{k})_{k\in \mathbb {N} }}. Im Grenzfall {\displaystyle q=\infty } entspricht dies
{\displaystyle \sum _{k=1}^{\infty }|a_{k}b_{k}|\leq \left(\sum _{k=1}^{\infty }|a_{k}|\right)\cdot \sup _{k\in \mathbb {N} }|b_{k}|}.

### Verallgemeinerung
Es seien {\displaystyle p_{j}\in [1,\infty ],j=1,\ldots ,m} sowie {\displaystyle \textstyle {\frac {1}{r}}:=\sum _{j=1}^{m}{\frac {1}{p_{j}}}} und {\displaystyle f_{j}\in L^{p_{j}}(S)} für alle {\displaystyle j=1,\ldots ,m}.
Dann folgt 
{\displaystyle \prod _{j=1}^{m}f_{j}\in L^{r}(S)}
und es gilt die Abschätzung
{\displaystyle \left\|\prod _{j=1}^{m}f_{j}\right\|_{r}\leq \prod _{j=1}^{m}\left\|f_{j}\right\|_{p_{j}}.}
Als Korollar dieser Verallgemeinerung ergibt sich der folgende Satz.
Falls {\displaystyle (a_{i,j})_{i\in \{1,2,\dots ,n\},j\in \{1,2,\dots ,m\}}} eine Familie von {\displaystyle m} Folgen nicht-negativer reeller Zahlen ist, und {\displaystyle (\lambda _{j})_{j\in \{1,\dots ,m\}}} nicht-negative reelle Zahlen mit {\displaystyle \sum _{j=1}^{m}\lambda _{j}=1} sind, so gilt 
{\displaystyle \sum _{i=1}^{n}\prod _{j=1}^{m}a_{i,j}^{\lambda _{j}}\leq \prod _{j=1}^{m}\left(\sum _{i=1}^{n}a_{i,j}\right)^{\lambda _{j}}.}

### Umgekehrte Höldersche Ungleichung
Es sei {\displaystyle g(x)\neq 0} für fast alle {\displaystyle x\in S}. 
Dann gilt für alle {\displaystyle r>1} die umgekehrte Höldersche Ungleichung
{\displaystyle \int _{S}|f(x)g(x)|dx\geq \left(\int _{S}|f(x)|^{\frac {1}{r}}dx\right)^{r}\left(\int _{S}|g(x)|^{-{\frac {1}{r-1}}}dx\right)^{-(r-1)}.}

## Beweise

### Beweis der Hölderschen Ungleichung
Für {\displaystyle p=1,q=\infty } (und umgekehrt) ist die Aussage der Hölderschen Ungleichung trivial. Wir nehmen daher an, dass {\displaystyle 1<p,q<\infty } gilt. Ohne Einschränkung seien {\displaystyle \|f\|_{p}>0} und {\displaystyle \|g\|_{q}>0}. Nach der youngschen Ungleichung gilt:
{\displaystyle AB\leq {\frac {A^{p}}{p}}+{\frac {B^{q}}{q}}}
für alle {\displaystyle A,B\geq 0}. Setze hierin speziell {\displaystyle A:={\tfrac {|f(x)|}{\|f\|_{p}}},\,B:={\tfrac {|g(x)|}{\|g\|_{q}}}} ein. Integration liefert 
{\displaystyle {\frac {1}{\|f\|_{p}\|g\|_{q}}}\int _{S}|fg|\mathrm {d} \mu \leq {\frac {1}{p}}+{\frac {1}{q}}=1,}
was die Höldersche Ungleichung impliziert.

### Beweis der Verallgemeinerung
Der Beweis wird per vollständiger Induktion über {\displaystyle m} geführt. Der Fall {\displaystyle m=1} ist trivial. Sei also nun {\displaystyle m\geq 2} und ohne Einschränkung sei {\displaystyle p_{1}\leq \cdots \leq p_{m}}. Dann sind zwei Fälle zu unterscheiden:
Fall 1: {\displaystyle p_{m}=\infty .} Dann ist {\displaystyle \textstyle {\frac {1}{r}}=\sum _{j=1}^{m-1}{\frac {1}{p_{j}}}.} Nach Induktionsvoraussetzung gilt dann
{\displaystyle \|f_{1}\cdots f_{m}\|_{r}\leq \|f_{m}\|_{\infty }\|f_{1}\cdots f_{m-1}\|_{r}\leq \|f_{m}\|_{\infty }\|f_{1}\|_{p_{1}}\cdots \|f_{m-1}\|_{p_{m-1}}.}
Fall 2: {\displaystyle p_{m}<\infty }. Nach der (üblichen) Hölderschen Ungleichung für die Exponenten {\displaystyle {\tfrac {p_{m}}{p_{m}-r}},{\tfrac {p_{m}}{r}}} gilt
{\displaystyle \int _{S}|f_{1}\cdots f_{m-1}|^{r}|f_{m}|^{r}\mathrm {d} \mu \leq \left(\int _{S}|f_{1}\cdots f_{m-1}|^{\frac {rp_{m}}{p_{m}-r}}\mathrm {d} \mu \right)^{\frac {p_{m}-r}{p_{m}}}\left(\int _{S}|f_{m}|^{p_{m}}\mathrm {d} \mu \right)^{\frac {r}{p_{m}}},}
also {\displaystyle \textstyle \|f_{1}\cdots f_{m}\|_{r}\leq \|f_{1}\cdots f_{m-1}\|_{\tfrac {rp_{m}}{p_{m}-r}}\|f_{m}\|_{p_{m}}}. Nun ist {\displaystyle \textstyle \sum _{j=1}^{m-1}{\frac {1}{p_{j}}}={\frac {1}{r}}-{\frac {1}{p_{m}}}={\frac {p_{m}-r}{rp_{m}}}}. Aus der Induktionsvoraussetzung ergibt sich somit der Induktionsschritt.

### Beweis der umgekehrten Hölderschen Ungleichung
Die umgekehrte Höldersche Ungleichung ergibt sich aus der (üblichen) Hölderschen Ungleichung, indem man als Exponenten {\displaystyle p:=r} und {\displaystyle q:=r'={\tfrac {p}{p-1}}} wählt. Man erhält damit:
{\displaystyle \int _{S}|f|^{\frac {1}{r}}\mathrm {d} \mu =\int _{S}\left(|fg|^{\frac {1}{r}}\cdot |g|^{-{\frac {1}{r}}}\mathrm {d} \mu \right)\leq \left(\int _{S}|fg|\mathrm {d} \mu \right)^{\frac {1}{r}}\left(\int _{S}|g|^{-{\frac {r'}{r}}}\mathrm {d} \mu \right)^{\frac {1}{r'}}.}
Umstellen und potenzieren dieser Ungleichung mit {\displaystyle r} liefert die umgekehrte Höldersche Ungleichung.

## Anwendungen

### Beweis der Minkowski-Ungleichung
Mit der Hölderschen Ungleichung kann man die Minkowski-Ungleichung (das ist die Dreiecksungleichung im {\displaystyle L^{p}}) leicht beweisen. 

### Interpolationsungleichung für Lebesgue-Funktionen
Seien {\displaystyle f\in L^{p_{0}}(S)\cap L^{p_{1}}(S)} und {\displaystyle 1\leq p_{1}\leq p\leq p_{0}}, dann folgt {\displaystyle f\in L^{p}(S)} und es gilt die Interpolationsungleichung
{\displaystyle \|f\|_{p}\leq \|f\|_{p_{0}}^{1-\theta }\|f\|_{p_{1}}^{\theta }}
mit {\displaystyle {\tfrac {1}{p}}=:{\tfrac {1-\theta }{p_{0}}}+{\tfrac {\theta }{p_{1}}}} beziehungsweise {\displaystyle \theta :={\tfrac {p_{1}}{p}}{\tfrac {p_{0}-p}{p_{0}-p_{1}}}} für {\displaystyle p_{0}\neq p_{1}}.
Beweis: Ohne Einschränkung sei {\displaystyle p_{1}<p<p_{0}}. Dies erkennt man durch ausführliche Fallunterscheidung. Fixiere {\displaystyle \lambda \in (0,1)} mit {\displaystyle p=\lambda p_{0}+(1-\lambda )p_{1}}. Dies ist möglich, da {\displaystyle p_{0}<p<p_{1}}und {\displaystyle p} somit auf der Verbindungsstrecke zwischen {\displaystyle p_{0}} und {\displaystyle p_{1}} liegt. Beachte, dass {\displaystyle {\tfrac {1}{\lambda }}} und {\displaystyle {\tfrac {1}{1-\lambda }}} konjugierte Hölder-Exponenten sind. Aus der Hölderschen Ungleichung folgt
{\displaystyle \int _{S}|f|^{p}\mathrm {d} \mu =\int _{S}|f|^{\lambda p_{0}}|f|^{(1-\lambda )p_{1}}\mathrm {d} \mu \leq \left(\int _{S}|f|^{p_{0}}\mathrm {d} \mu \right)^{\lambda }\left(\int _{S}|f|^{p_{1}}\mathrm {d} \mu \right)^{1-\lambda }}.
Potenzieren der Ungleichung mit {\displaystyle {\tfrac {1}{p}}} und Ausrechnen der Exponenten impliziert die Interpolationsungleichung.

### Beweis der Faltungsungleichung von Young
Eine weitere typische Anwendung ist der Beweis der verallgemeinerten youngschen Ungleichung (für Faltungsintegrale)
{\displaystyle \|f\star g\|_{r}\leq \|f\|_{p}\|g\|_{q}}
für {\displaystyle {\tfrac {1}{p}}+{\tfrac {1}{q}}=1+{\tfrac {1}{r}}} und {\displaystyle p,q,r\geq 1}.